# Франсіне Хаубен
Франсіне Марі Жанне Гаубен (нід. Francine Marie Jeanne Houben; народилася 2 липня 1955 року) – голландська архітекторка. Закінчила з відзнакою Делфтський технічний університет. Партнерка-засновниця і креативна директорка архітектурного бюро Mecanoo в Делфті, Нідерланди, з офісами в Манчестері, Велика Британія, Вашингтоні, округ Колумбія, США і Гаосюн, Тайвань.

## Кар'єра
Творчий доробок Франсіне Гаубен є надзвичайно широким і включає в себе різні проєкти, такі як університети, бібліотеки, театри, житлові райони, музеї та готелі. Гаубен поєднує дисципліни архітектури, містобудування і ландшафтної архітектури. Судячи з її біографії, вона «спирається у своїй роботі на точний аналіз у поєднанні з інтуїцією, яка вибудована протягом трьох десятиліть на перетині соціальних, технічних, іронічних і людських аспектів просторових рішень, задля створення унікального рішення для кожного архітектурного виклику». Гаубен отримала міжнародне визнання за свої роботи, недавня з яких – Бірмінгемська бібліотека, номінована на Премію Стерлінга Королівського інституту британської архітекторів у 2014 році. Коли Architects' Journal визнав Франсіне Гаубен архітекторкою року у 2014 році, вона заявила, що «це було великою честю проєктувати бібліотеку Бірмінгема. Архітектура – це командна робота, це підтримувати і мріяти одночасно. Жінки особливо добре в цьому розбираються.»
Архітектурне бюро Гаубен відоме саме проєктами бібліотек. Спочатку була бібліотека Делфтського технічного університету у 1997 році, потім Бірмінгемська бібліотека у 2013 році. У 2017 році Меморіальна бібліотека Мартіна Лютера Кінга у Вашингтоні, округ Колумбія, була закрита на модернізацію за проєктом Гаубен і буде відкрита знову у 2020 році. Франсіне Гаубен приділяє багато уваги бібліотекам і громадським будівлям, заявивши, що «бібліотеки – це найбільш важливі громадські будівлі, такі, якими собори були багато років тому».
Франсіне Гаубен обіймає посаду професорки в Нідерландах і за кордоном, а у 2007 році була запрошеною професоркою у Гарвардському університеті. У 2002-2006 роках вона була архітекторкою міста Алмере. У 2001 році Гаубен опублікувала свій конструктивний маніфест про архітектуру «Композиція, Контраст, Складність» і, як кураторка першої Міжнародної архітектурної Бієнале у Роттердамі в 2003 році, висунула на передній план міжнародної архітектурної свідомості тему естетики мобільності. У 2010 Франсіне Гаубен була удостоєна довічного членства у Берлінській академії мистецтв. У листопаді 2015 року Королева Нідерландів Максима нагородила Франсіне Гаубен премією Культурного Фонду Принца Бернгарда за її творчість.

## Вибрані проекти
- Бібліотека Делфтського технічного університету (1997) і Парк Мекель (2009)
- Каплиця Св. Марії Янголів (Роттердам, 2001)
- Житловий хмарочос «Монтевідео» (Роттердам, 2006)
- Висотна будівля «FiftyTwoDegrees» (Неймеген, 2007)
- Парк Нельсона Мандели у Бійльмэрмеєрі (Амстердам-Зюйдост, 2010)
- Театр «La Llotja» і Конгрес-центр (Льєйда, 2010)
- Kaap Skil, Maritime and Beachcombers Museum (Аудесхилд, Тексель, 2012)
- Бірмінґемська бібліотека (Бірмінґем, 2013)
- Консультаційний Центр «Westelijke Mijnstreek» для Рабобанк (Сіттард, 2014)
- Залізничний вокзал і Муніципальні офіси (Делфт, 2015)
- Центр сучасного мистецтва «HOME» (Манчестер, 2015)
- Муніципальна будівля «Bruce C. Bolling» (Бостон, Массачусетс 2015)
- Ревіталізація Меморіальної бібліотеки Мартіна Лютера Кінга (Вашингтон, триває)
- Національний центр мистецтв (Гаосюн, триває)
- Три культурних центри і один книжковий магазин (Шеньчжень, триває)

## Галерея

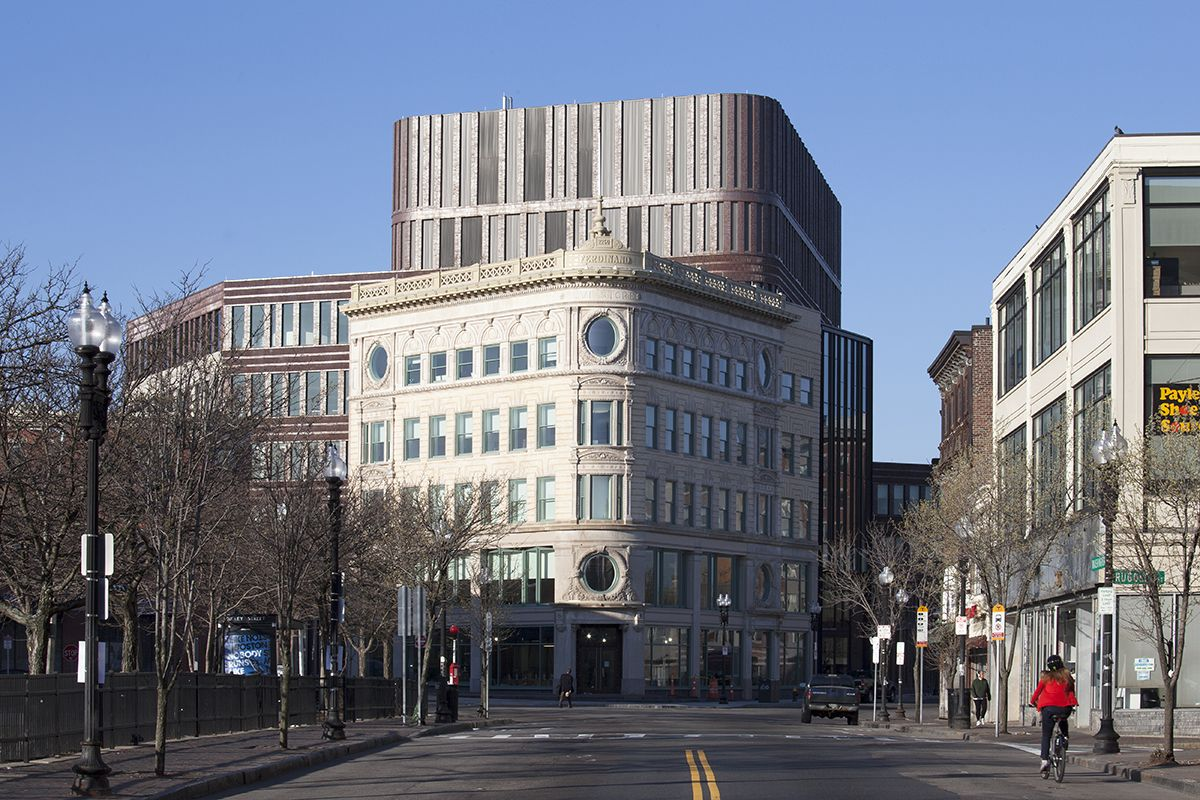
Муніципальна будівля "Bruce C. Bolling" Бостон, США
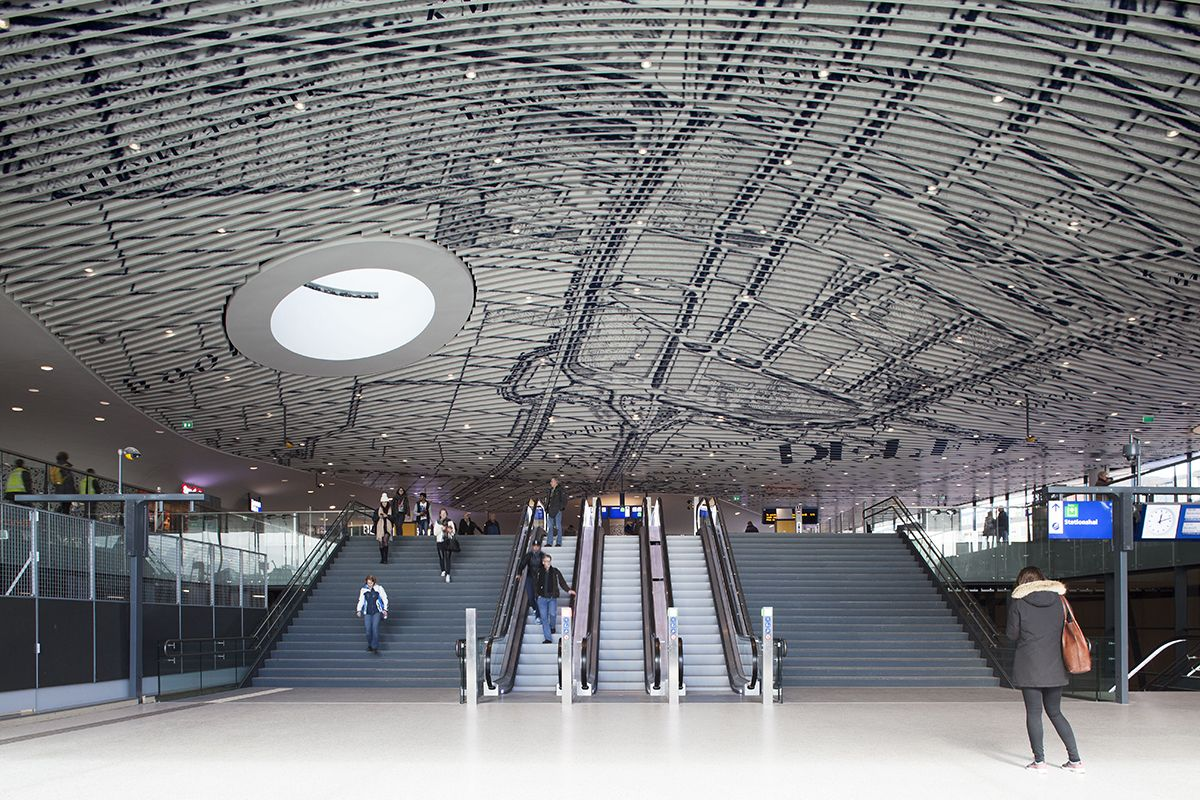
Залізничний вокзал і Муніципальні офіси Делфт, Нідерланди
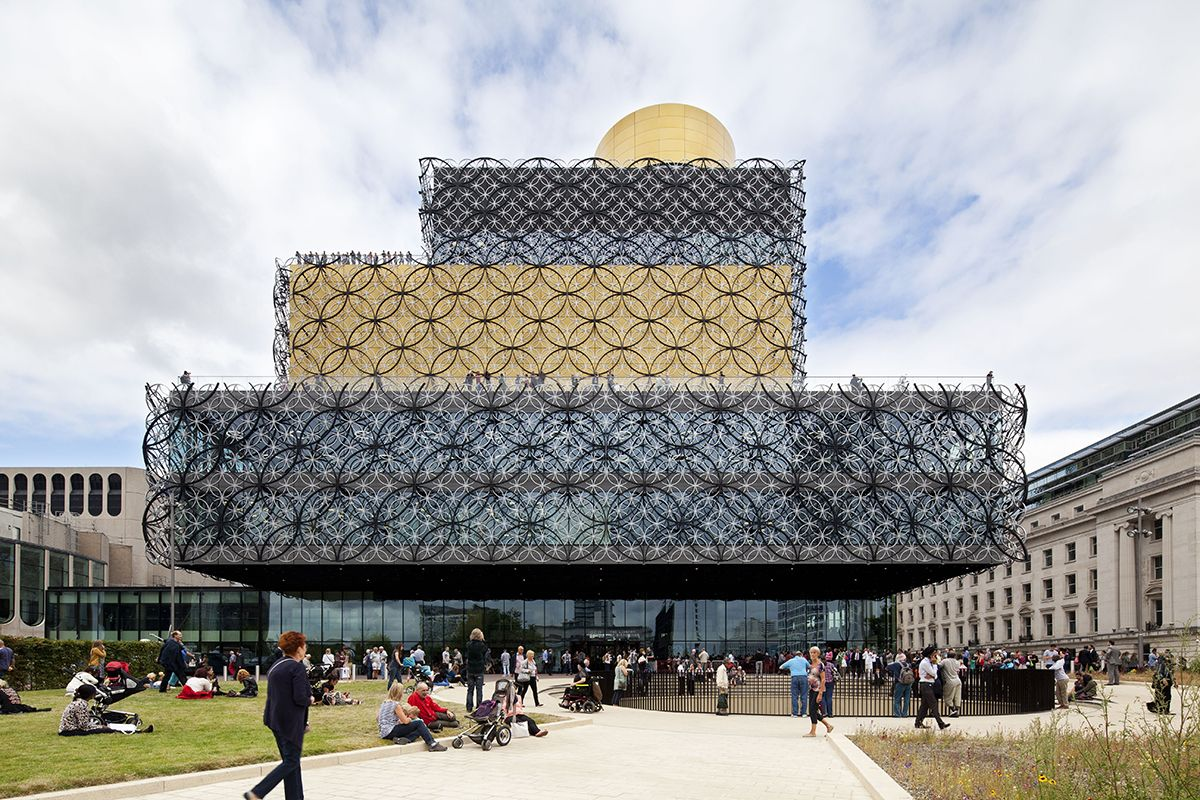
Бірмінгемська бібліотека Бірмінгем, Велика Британія
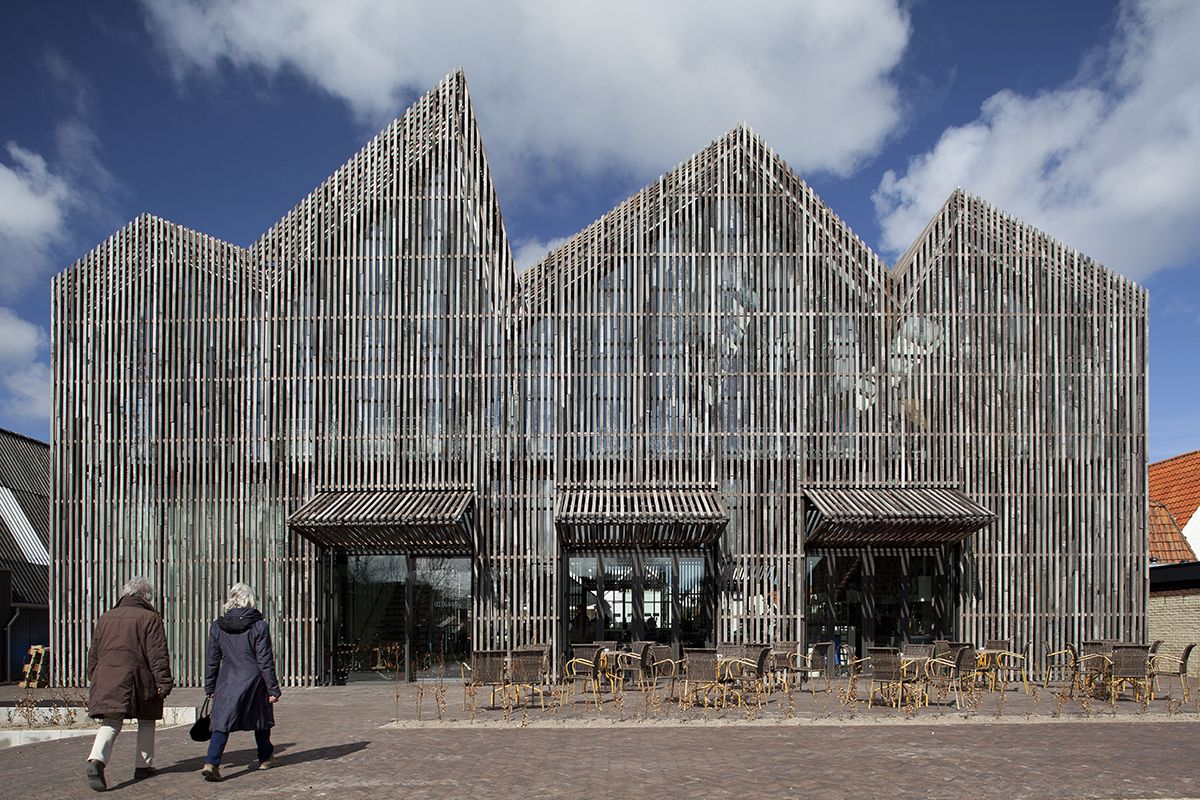
Kaap Skil, Maritime and Beachcombers Museum Аудесхилд, Нідерланди
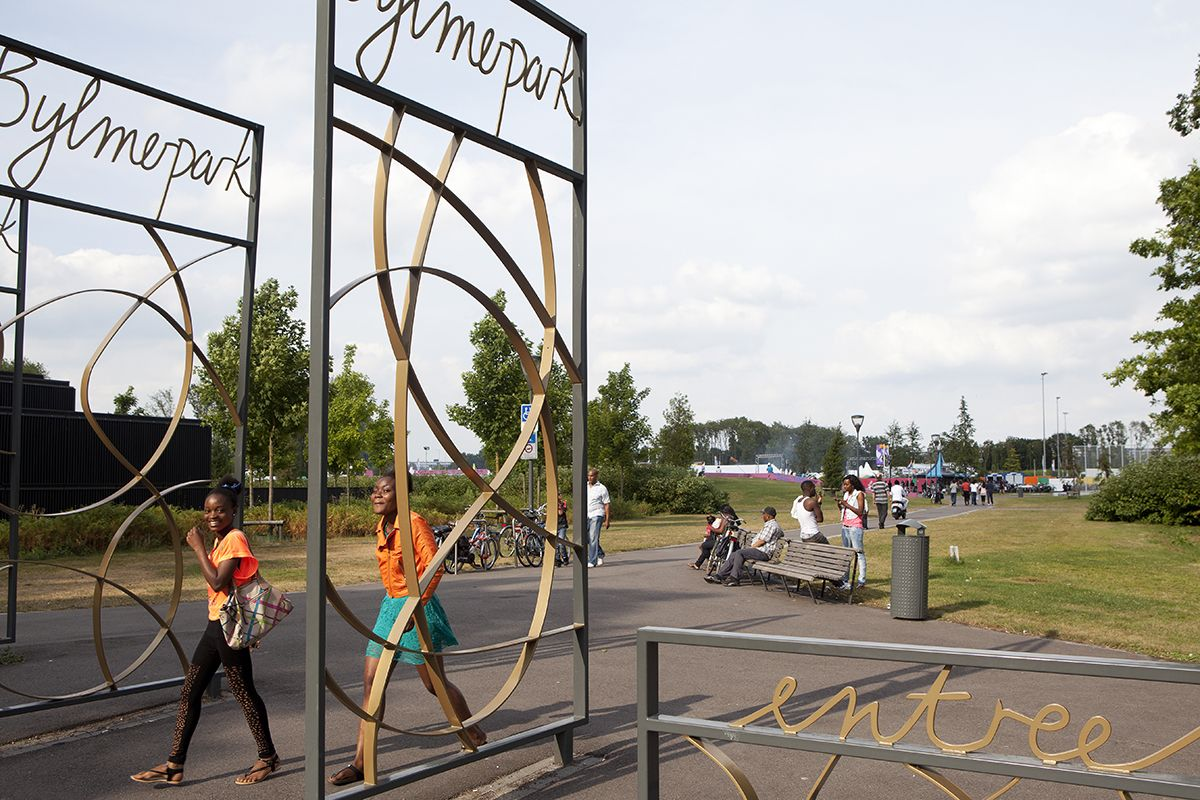
Парк Нельсона Мандели Амстердам-Зюйдост, Нідерланди
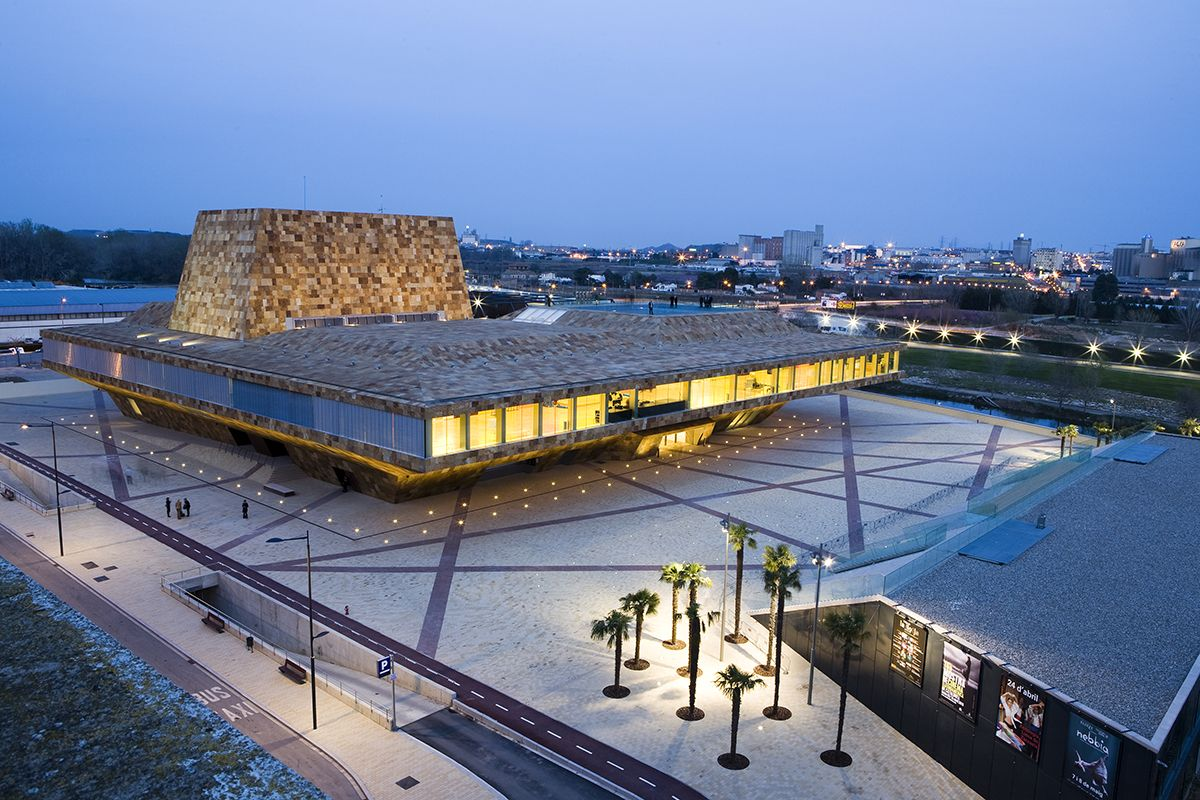
Театр "La Llotja" і Конгрес-центр Льєйда, Іспанія
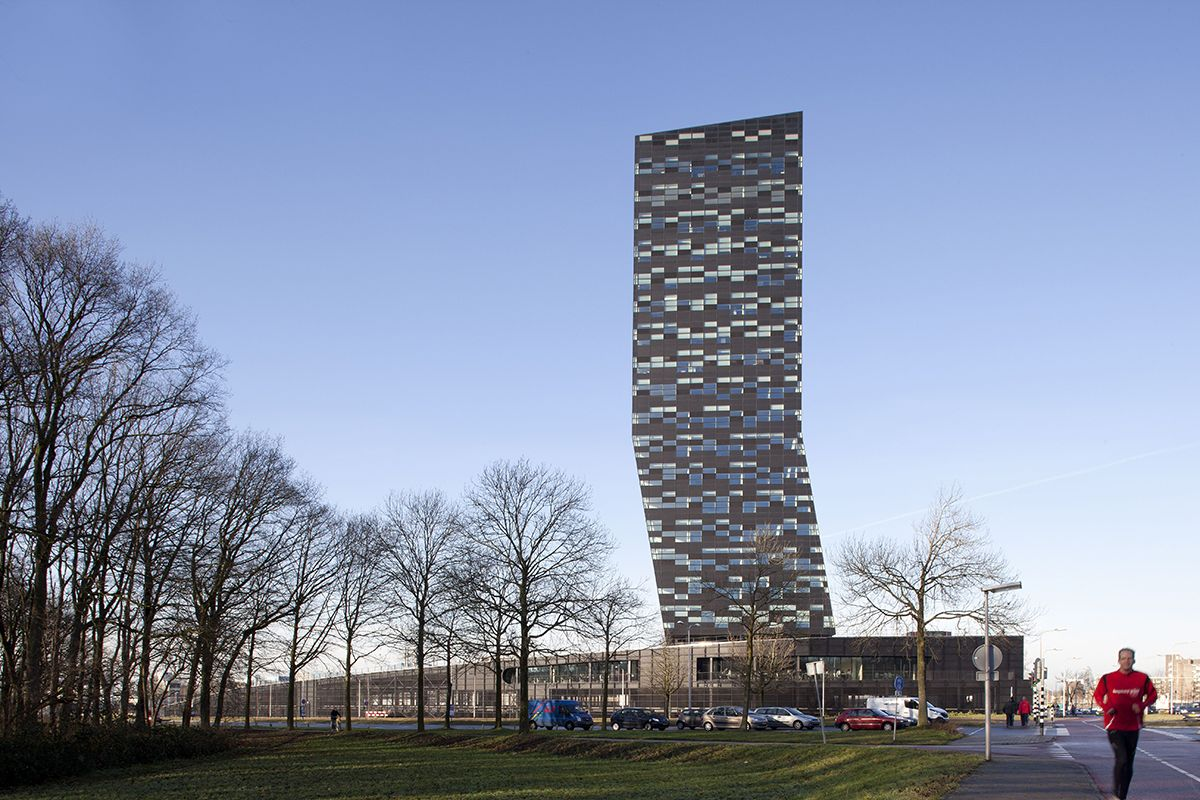
Висотна будівля "FiftyTwoDegrees" Неймеген, Нідерланди
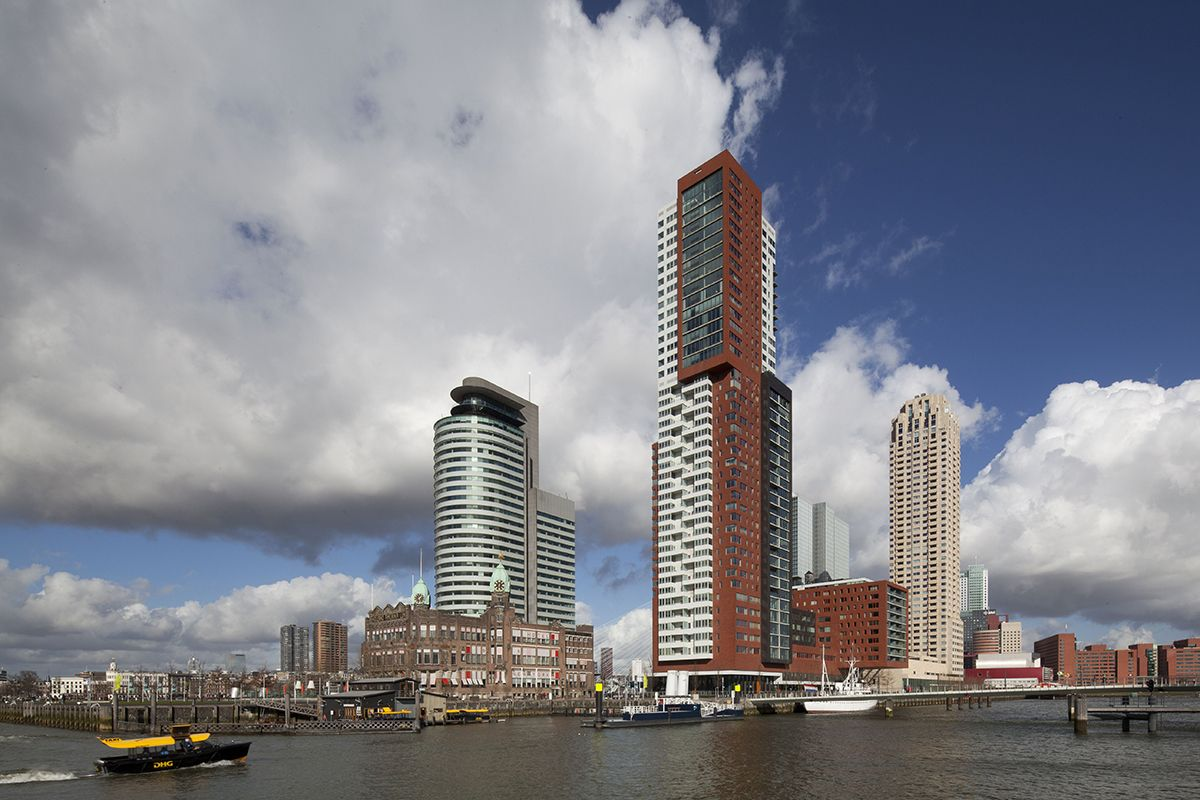
Житловий хмарочос "Монтевідео" Роттердам, Нідерланди
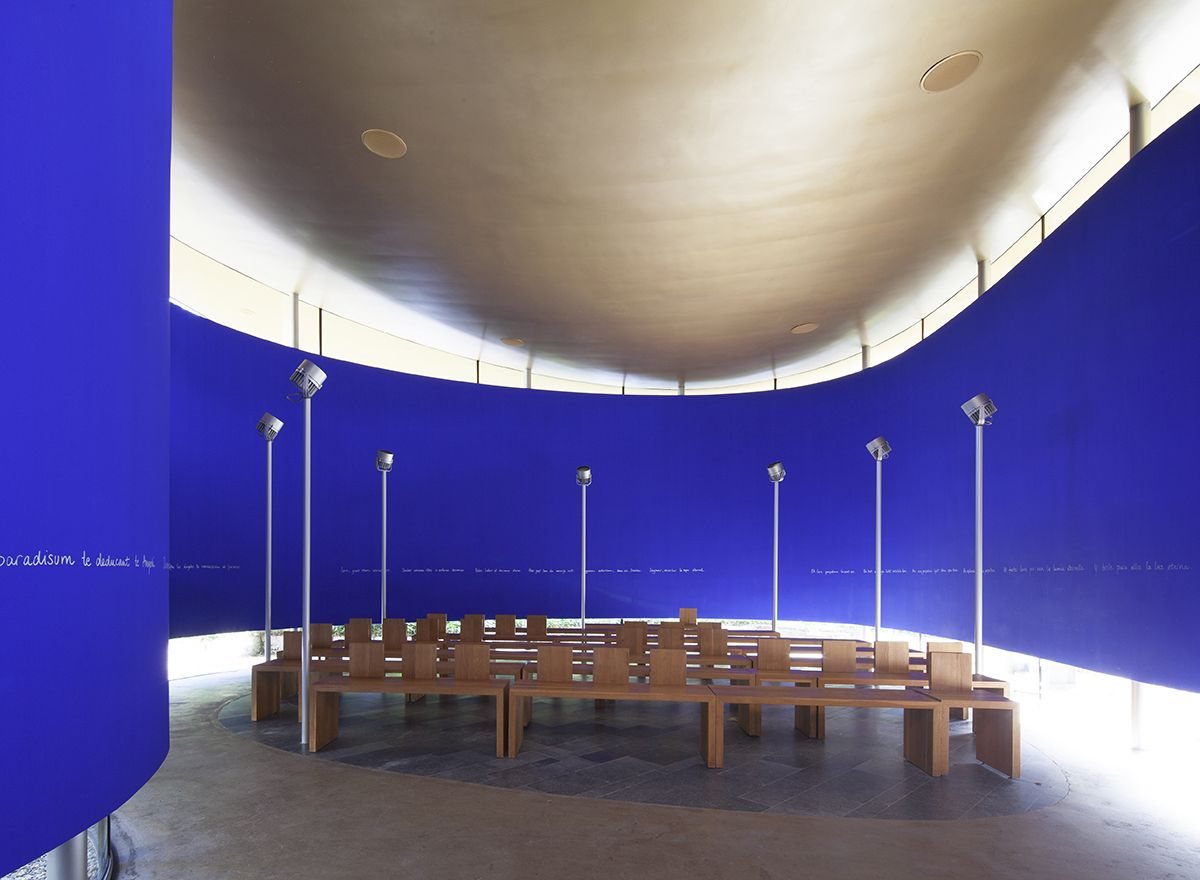
Каплиця Св. Марії Янголів Роттердам, Нідерланди
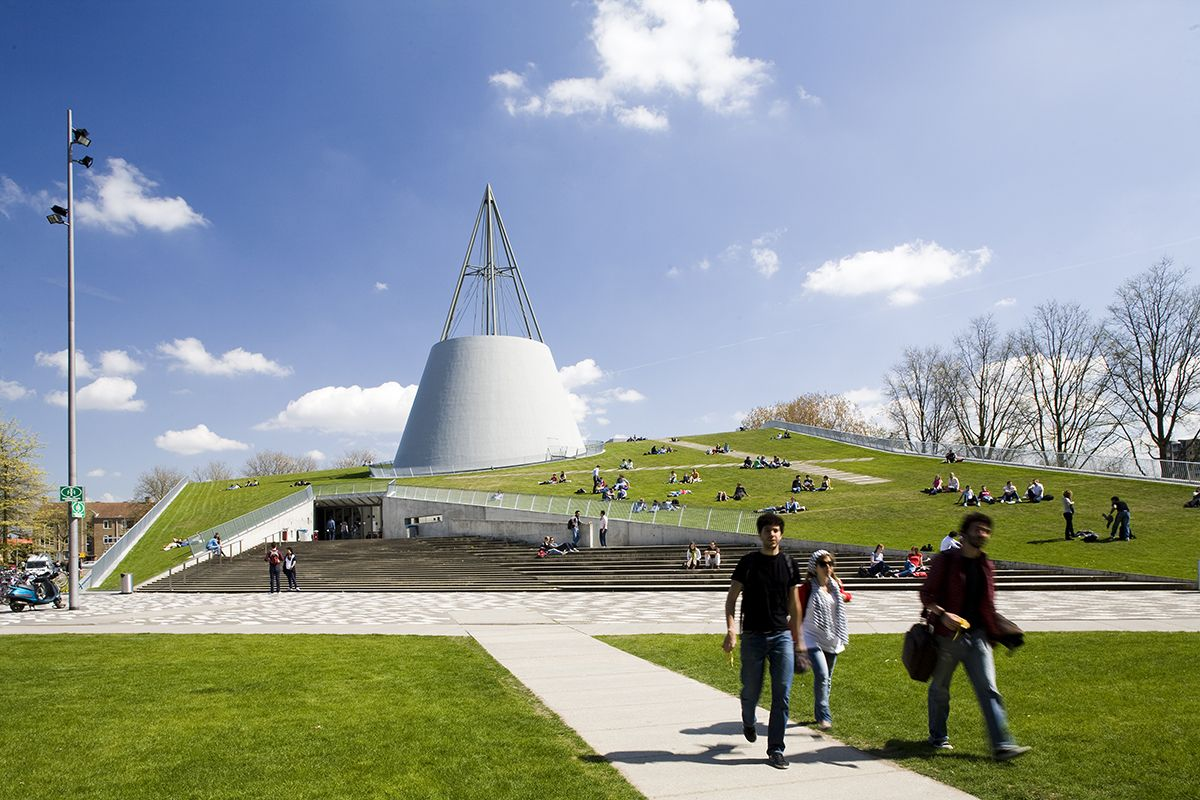
Бібліотека Делфтського технічного університету Делфт, Нідерланди
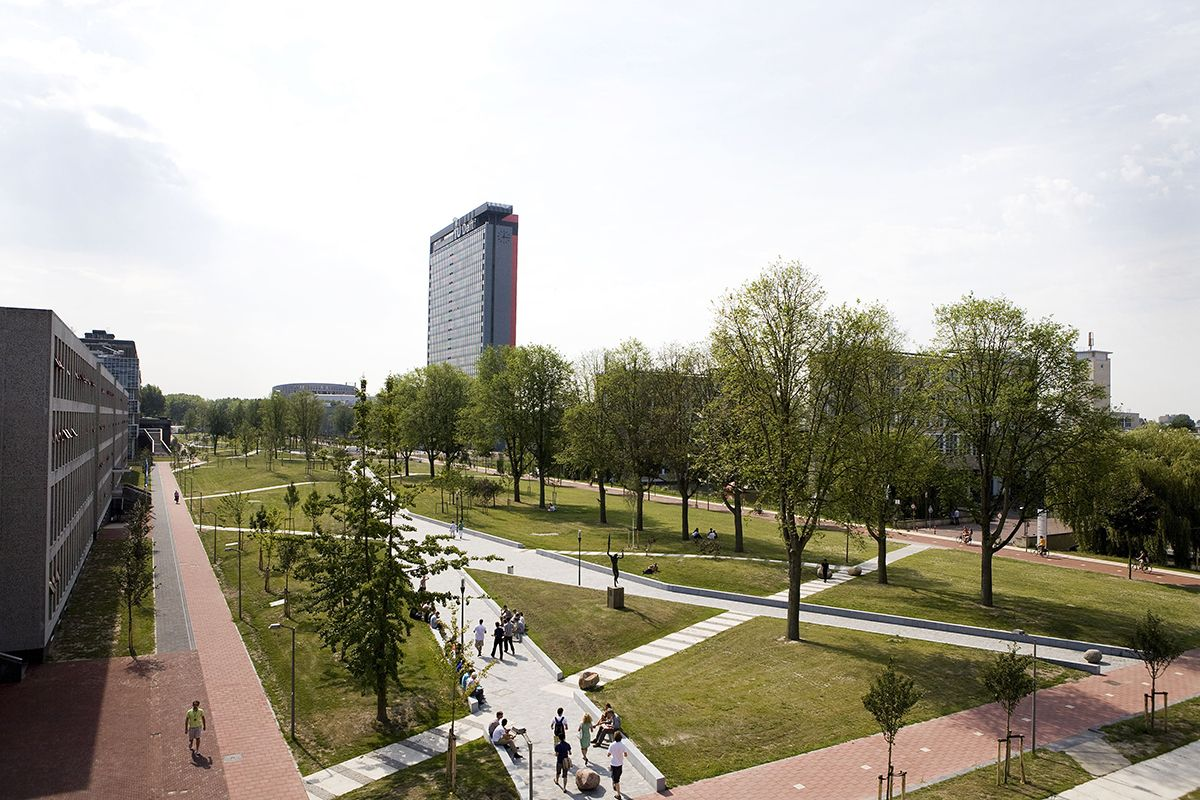
Парк Мекель, Делфтський технічний університет Делфт, Нідерланди

## Вибрані нагороди і почесні звання
- 2001 – Почесне членство, Королівський інститут британських архітекторів
- 2007 – Почесне членство, Королівський архітектурний інститут Канади
- 2007 – Почесне членство, Американський інститут архітекторів
- 2008 – Ділова жінка року, Компанія Вдова Кліко
- 2014 – Архітекторка року, Architects' Journal
- 2015 – Премія Культурного фонду принца Бернгарда
- 2016 – Почесний доктор Утрехтського університету

## Інша діяльність
- 2015 – дотепер; член Правління Товариства мистецтв у Нідерландській королівській академії наук і мистецтв
- 2015 – дотепер; член Інституту Ван Алена у Нью-Йорку
- 2010 – дотепер; член Берлінської академії мистецтв
- 2008 – дотепер; член Правління Фонду Карнегі
- 2005 – дотепер; член Наглядової ради Музею Креллер-Мюллер